# Новоиковский сельсовет
Новои́ковский сельсовет — упразднённые административно-территориальная единица и муниципальное образование со статусом сельского поселения в Каргапольском районе Курганской области Российской Федерации.
Административный центр — село Новоиковское.

## История
В соответствии с Законом Курганской области от 6 июля 2004 года № 419 сельсовет наделён статусом сельского поселения.
Законом Курганской области от 27 июня 2018 года N 64, в состав Чашинского сельсовета были включены все населённые пункты четырёх упразднённых Брылинского, Житниковского, Новоиковского и Северного сельсоветов.

## Население
| 1989 | 2002 | 2010 | 2012 | 2013 | 2014 | 2015 |
| ---- | ---- | ---- | ---- | ---- | ---- | ---- |
| 827  | ↘645 | ↘529 | ↘513 | ↘507 | ↘499 | ↘477 |
| 2016 | 2017 | 2018 |      |      |      |      |
| ↘464 | ↘447 | ↘436 |      |      |      |      |

## Состав сельского поселения
| № | Населённый пункт | Тип населённого пункта       | Население |
| - | ---------------- | ---------------------------- | --------- |
| 1 | Локти            | село                         | ↘40       |
| 2 | Новая Никольская | деревня                      | ↘97       |
| 3 | Новоиковское     | село, административный центр | ↘392      |